# Charles Brenner
Charles Brenner (* 18. November 1913 in Boston, Massachusetts; † 19. Mai 2008) war ein US-amerikanischer Psychiater und Psychoanalytiker.
Brenner studierte an der Harvard University Medizin und wurde am Boston Psychoanalytic Institute, später auch am New York Psychoanalytic Institute zum Psychoanalytiker ausgebildet. Er lehrte an der Yale University und veröffentlichte zahlreiche Schriften. Seine Grundzüge genannte Einführung in die Psychoanalyse, die Alexander Mitscherlich als eine „Einführung in das theoretische Gebäude der Psychoanalyse von rühmenswerter didaktischer Klarheit und Genauigkeit“ bezeichnete, gehört mittlerweile zu den Standardwerken.

## Veröffentlichungen (Auswahl)
- Grundzüge der Psychoanalyse. S. Fischer, Frankfurt a. M. 1982, ISBN 3-10-107901-2, ISBN 3-596-26309-3.
- Praxis der Psychoanalyse. Frankfurt a. M. 1979, ISBN 3-10-007901-9, ISBN 3-596-26740-4.
- Elemente des seelischen Konflikts. Theorie und Praxis der modernen Psychoanalyse. Frankfurt a. M. 1994, ISBN 3-10-007902-7, ISBN 3-596-12232-5.